# Авлерки
Авлерките или Аулерките (на латински: Aulerci) са келтски народ в Галия.
Авлерките населяват Северозападна Галия между реките Лоара и Сена. Цезар ги споменава между народите, които живеят на морето и пътуват по океана.
Народът Авлерки се състои от четири частични племена:
- Ценомани (Cenomani) – голяма част се преселва през Алпите в Италия. Остатъкът живее при Льо Ман

- Ебуровици (Eburovices) – живеят в областта на днешен Évreux (в Нормандия), североизточно от ценоманите. Главното им селище се казва Mediolanum Aulercorum. Името им означава „Тис борци“.

- Диаблинти (Diablintes или Diablinti) – живеят в областта на град Новиодунум, днес Jublains, между морините и менапиите.

- Брановии (Brannovices или Brannovi) – живеят до Макон. Те се отделят от главното племе и стават клиенти на едуи (Aedui, Haedui). Името им се превежда като „Гарван-борци“.